# Hague (New York)
Pour les articles homonymes, voir Hague.
Hague est une municipalité (town) américaine de l'État de New York, située dans le comté de Warren.

## Géographie
La municipalité s'étend sur 206,21 km2 (dont 41,07 km2 sur le lac George à l'est) au nord-est du comté de Warren et est limitrophe des comtés d'Essex au nord et de Washington à l'est. 
Elle comprend les localités de Graphite, Hague, Sabbath Day Point et Silver Bay.
| Schroon | Ticonderoga |         |
| Horicon | Hague       | Putnam  |
|         | Bolton      | Dresden |

## Histoire
Les premiers colons s'installent sur le site vers 1796. La municipalité est créée en 1807 sous le nom de Rochester par détachement d'une partie de celle de Bolton. Dès 1808, elle prend le nom de Hague, en référence à la ville de La Haye (The Hague en anglais) aux Pays-Bas.